# Utulei Youth SC
El Utulei Youth Soccer Club es un club de fútbol de la ciudad de Pago Pago, Samoa Americana. Compite en la Liga de Fútbol FFAS, torneo que ganó en 2014 y 2015.

## Palmarés
- Liga de Fútbol FFAS (2): 2014 y 2015.
- Copa Presidente FFAS (1): 2014